# Walter Fischer (Grafiker)
Walter Fischer (* 3. April 1911 in Weißbach; † 7. Juni 1982 in Karl-Marx-Stadt) war ein deutscher Maler und Grafiker.

## Leben
Nach Abschluss der Volksschule absolvierte Walter Fischer von 1925 bis 1929 eine Lehre als Lithograf. Ab 1929 war er Mitglied der SPD. Nach 1933 half er als Mitglied in illegalen Zirkeln, von den Nazis verfolgte Personen über die damals noch „grüne Grenze“ in die Tschechoslowakei zu schleusen.
1939 wurde er in die Wehrmacht eingezogen. 1944 desertierte er in Italien, lief zu den Partisanen über und nahm aktiv an den Partisanenkämpfen in Norditalien teil. Danach studierte er 1946 für ein Semester an der Kunsthochschule in Modena und erhielt zum Abschluss das Diplom für Malerei und Plastik. Während dieser Zeit lebte er in Modena, Rolo und Fabbrico. Zahlreiche Arbeiten, besonders Portraits von Angehörigen der Familien, bei denen er lebte, sind noch heute erhalten, obwohl viele Bilder damals auf Maluntergründen entstanden, die vorher als Verpackungspapier oder zur Herstellung von Säcken gedient haben. Durch seine Portraitarbeiten von Familienmitgliedern in dem kleinen Ort Rolo (Reggio Emilia) erwarb er sich dort einen hohen Grad von Anerkennung, der noch heute, drei Generationen später spürbar ist. In den Jahren 1989 und 2005 wurden seine Arbeiten und sein Leben in Personalausstellungen in Rolo gewürdigt.
Im Herbst 1946 ging er zu Fuß über die Alpen zurück nach Deutschland. Er wurde Mitglied des Kulturbundes und Mitglied der SED. Von 1952 bis 1956 war er künstlerischer Leiter der DEWAG Dresden und Karl-Marx-Stadt. In seiner Dresdener Zeit schloss er Bekanntschaft mit Lea Grundig, Gerhard Richter, Eva Schulze-Knabe und Rudolf Bergander. Ab 1956 war er freischaffend als Grafiker tätig und außerdem bis 1967 Vorsitzender des Verbandes Bildender Künstler in Karl-Marx-Stadt.
Zum 80. Jahrestag der Befreiung wurde im Auftrag von ARTE.tv ein Dokumentarfilm produziert, der die Thematik desertierter Wehrmachtsoldaten, die sich den italienischen Partisanen angeschlossen haben, behandelt. Anhand von drei Einzelbeispielen begibt sich der Film auf Spurensuche. Eine der drei Personen ist Walter Fischer.
Der Film wurde erstmalig am 10. Juni 2025 auf Arte.tv gesendet und ist bis auf weiteres auch in der Arte-Mediathek verfügbar. Es gibt aus unerklärlichen Gründen auch eine Kurzversion dieses Films in der W. Fischer durch den Maler W. Sitte ersetzt ist. Fischer hat W. Sitte wegen seiner "geschönten" Biografie über seine Zeit in Italien immer als Lügner bezeichnet.

## Werke (Auswahl)

### Tafelbilder
- 1959 Kleine Zuschauer, Öl, 41 × 51 cm[1]

- 1962 Wir schützen unsere Republik, Öl, 5. Deutsche Kunstausstellung 1962
- 1970 Lehrerin aus Samarkand, Öl
- 1975 Lesender Nubier, ÖL
- 1978 Ägyptischer Arbeiter vom Nil, Mischtechnik

### Druckgrafik
- 1944/45 Kämpfende Partisanen, Lithografie
- Begegnung zwischen Garibaldinis, Lithografie

### Pastell
- 1958 Kindergarten im Park, Pastell, 49 × 41 cm, 4. Deutsche Kunstausstellung

## Ehrungen
- 1960 und 1962 Kunstpreis des Rates des Bezirkes Karl-Marx-Stadt
- 1967 Medaille für Kämpfer gegen den Faschismus
- 1971 Kulturpreis des Bezirkes Karl-Marx-Stadt

## Ausstellungen (unvollständig)
Einzelausstellung
- 1981 Karl-Marx-Stadt

Ausstellungsbeteiligung
- 1948 3. Ausstellung Erzgebirgischer Künstler, Freiberg, Stadt- und Bergbaumuseum[2]

- 1948 bis 1958 Mittelsächsische Kunstausstellung, Karl-Marx-Stadt
- 1958/1959 und 1962/1963 Vierte und Fünfte Deutsche Kunstausstellung in Dresden
- 1959 bis 1985  sechs Bezirkskunstausstellung Karl-Marx-Stadt
- 1959 Mit unserem neuen Leben verbunden. Zehn Jahre bildende Kunst in der DDR, Deutsche Akademie der Künste, Berlin
- 1963 10 Jahre Architektur, bildende Kunst und bildnerisches Volksschaffen in Karl-Marx-Stadt, Karl-Marx-Stadt, Museum am Theaterplatz[3]
- 1951 Künstler schaffen für den Frieden, Berlin
- 1971 Antlitz der Arbeiterklasse, Berlin
- 1984 Retrospektive 1945–1984, Karl-Marx-Stadt
- 1986 Grenztruppenausstellung, Suhl